# Makary z Jerozolimy
Makary z Jerozolimy, Święty Makary (ur. w III wieku, zm. ok. 335) – biskup Jerozolimy, święty Kościoła katolickiego.

Pochodzenie św. Makarego nie jest znane. Był biskupem Jerozolimy w latach 314–334. Występował przeciwko arianizmowi, a biorąc udział w soborze nicejskim był współredaktorem dokumentów soboru. Uważany jest za jednego z autorów wyznania wiary współcześnie wygłaszanego przez wiernych w czasie mszy słowami

Bóg prawdziwy z Boga prawdziwego. Zrodzony a nie stworzony, współistotny Ojcu(...).

Dzięki zgodzie na zburzenie areny wybudowanej na miejscu Grobu Pańskiego (w Colonia Aelia Capitolina – ówczesna nazwa kolonii rzymskiej) odnalazł wespół ze Świętą Heleną relikwie Krzyża Pańskiego. Z upoważnienia cesarza Konstantyna wzniósł kościół pod wezwaniem Grobu Świętego i Zmartwychwstania.

## Kult
Atrybutem świętego jest pastorał.
Wspomnienie liturgiczne św. Makarego w Kościele katolickim obchodzone jest 10 marca.